# Herrarnas K-2 1000 meter i kanotsport vid olympiska sommarspelen 1996
Herrarnas K-2 1000 meter vid olympiska sommarspelen 1996 hölls på Lake Lanier i USA. 

## Medaljörer
| Gren           | Guld                                 | Silver                             | Brons                                  |
| K2, 1000 meter | Italien Daniele Scarpa Antonio Rossi | Tyskland Kay Bluhm Torsten Gutsche | Bulgarien Andrian Dushev Milko Kazanov |

## Resultat

### Heat
| Heat 1 |                                                |          |    |
| 1.     | Antonio Rossi och Daniele Scarpa (ITA)         | 3:33.786 | QS |
| 2.     | Grzegorz Kotowicz och Dariusz Białkowski (POL) | 3:37.986 | QS |
| 3.     | Andrian Dushev och Milko Kazanov (BUL)         | 3:39.914 | QS |
| 4.     | Petr Hruška och René Kučera (CZE)              | 3:42.682 | QR |
| 5.     | Juan José Román och Juan Manuel Sánchez (ESP)  | 3:43.970 | QR |
| 6.     | Juraj Kadnár och Attila Szabó (SVK)            | 3:49.026 | QR |
| 7.     | Yevgeny Yegorov och Sergey Skrypnik (KAZ)      | 3:50.394 | QR |
| 8.     | Xu Haifeng och Wu Yubiao (CHN)                 | 3:50.978 | QR |
| 9.     | Rui Fernandes och Joaquim Queiróz (POR)        | 3:59.390 | QR |
| Heat 2 |                                                |          |    |
| 1.     | Kay Bluhm och Torsten Gutsche (GER)            | 3:39.388 | QS |
| 2.     | Thor Nielsen och Jesper Staal (DEN)            | 3:41.640 | QS |
| 3.     | Grayson Bourne och Paul Darby-Dowman (GBR)     | 3:43.384 | QS |
| 4.     | Peter Newton och John Mooney (USA)             | 3:46.852 | QR |
| 5.     | Javier Correa och Abelardo Sztrum (ARG)        | 3:49.864 | QR |
| 6.     | Gary Mawer och Conor Maloney (IRL)             | 4:03.432 | QR |
| 7.     | Andrey Mitkovets och Yury Ulyachenko (KGZ)     | 4:08.916 | QR |
| Heat 3 |                                                |          |    |
| 1.     | Peter Scott och Grant Leury (AUS)              | 3:40.114 | QS |
| 2.     | Pierre Lubac och Patrick Lancereau (FRA)       | 3:40.198 | QS |
| 3.     | Róbert Hegedűs och Péter Almási (HUN)          | 3:40.754 | QS |
| 4.     | Staffan Malmsten och Markus Oscarsson (SWE)    | 3:44.174 | QR |
| 5.     | David Taboreau och Mark Vendeweyer (BEL)       | 3:44.778 | QR |
| 6.     | Aleksandr Ivanik och Andrey Tisin (RUS)        | 3:46.558 | QR |
| 7.     | Vidas Kupčinskas och Vaidas Mizeras (LTU)      | 3:51.842 | QR |
| 8.     | Rafayel Islamov och Vladimir Alimdyanov (UZB)  | 4:01.522 | QR |

### Återkval
| Återkval 1 |                                               |          |    |
| 1.         | Javier Correa och Abelardo Sztrum (ARG)       | 3:34.244 | QS |
| 2.         | Staffan Malmsten och Markus Oscarsson (SWE)   | 3:34.480 | QS |
| 3.         | Petr Hruška och René Kučera (CZE)             | 3:35.216 | QS |
| 4.         | Vidas Kupčinskas och Vaidas Mizeras (LTU)     | 3:38.428 | QS |
| 5.         | Yevgeny Yegorov och Sergey Skrypnik (KAZ)     | 3:40.040 |    |
| 6.         | Gary Mawer och Conor Maloney (IRL)            | 3:40.656 |    |
| 7.         | Xu Haifeng och Wu Yubiao (CHN)                | 3:41.196 |    |
| 8.         | Rafayel Islamov och Vladimir Alimdyanov (UZB) | 3:43.320 |    |
| Återkval 2 |                                               |          |    |
| 1.         | Peter Newton och John Mooney (USA)            | 3:34.424 | QS |
| 2.         | Juraj Kadnár och Attila Szabó (SVK)           | 3:34.436 | QS |
| 3.         | Aleksandr Ivanik och Andrey Tisin (RUS)       | 3:35.200 | QS |
| 4.         | Juan José Román och Juan Manuel Sánchez (ESP) | 3:36.264 | QS |
| 5.         | Rui Fernandes och Joaquim Queiróz (POR)       | 3:36.488 | QS |
| 6.         | David Taboreau och Mark Vendeweyer (BEL)      | 3:36.976 |    |
| 7.         | Andrey Mitkovets och Yury Ulyachenko (KGZ)    | 3:44.200 |    |

### Semifinaler
| Semifinal 1 |                                                |          |    |
| 1.          | Antonio Rossi och Daniele Scarpa (ITA)         | 3:16.848 | QF |
| 2.          | Thor Nielsen och Jesper Staal (DEN)            | 3:17.420 | QF |
| 3.          | Andrian Dushev och Milko Kazanov (BUL)         | 3:18.480 | QF |
| 4.          | Róbert Hegedűs och Péter Almási (HUN)          | 3:18.524 | QF |
| 5.          | Peter Scott och Grant Leury (AUS)              | 3:19.056 | QF |
| 6.          | Juraj Kadnár och Attila Szabó (SVK)            | 3:20.904 |    |
| 7.          | Petr Hruška och René Kučera (CZE)              | 3:21.384 |    |
| 8.          | Juan José Román och Juan Manuel Sánchez (ESP)  | 3:24.032 |    |
| 9.          | Javier Correa och Abelardo Sztrum (ARG)        | 3:28.128 |    |
| Semifinal 2 |                                                |          |    |
| 1.          | Grzegorz Kotowicz och Dariusz Białkowski (POL) | 3:18.026 | QF |
| 2.          | Pierre Lubac och Patrick Lancereau (FRA)       | 3:18.722 | QF |
| 3.          | Kay Bluhm och Torsten Gutsche (GER)            | 3:19.394 | QF |
| 4.          | Staffan Malmsten och Markus Oscarsson (SWE)    | 3:19.606 | QF |
| 5.          | Peter Newton och John Mooney (USA)             | 3:19.834 |    |
| 6.          | Rui Fernandes och Joaquim Queiróz (POR)        | 3:22.270 |    |
| 7.          | Aleksandr Ivanik och Andrey Tisin (RUS)        | 3:22.306 |    |
| 8.          | Vidas Kupčinskas och Vaidas Mizeras (LTU)      | 3:24.462 |    |
| 9.          | Grayson Bourne och Paul Darby-Dowman (GBR)     | 3:25.346 |    |

### Final
| Gold   | Antonio Rossi och Daniele Scarpa (ITA)         | 3:09.190 |
| Silver | Kay Bluhm och Torsten Gutsche (GER)            | 3:10.518 |
| Bronze | Andrian Dushev och Milko Kazanov (BUL)         | 3:11.206 |
| 4.     | Grzegorz Kotowicz och Dariusz Białkowski (POL) | 3:11.262 |
| 5.     | Pierre Lubac och Patrick Lancereau (FRA)       | 3:11.402 |
| 6.     | Thor Nielsen och Jesper Staal (DEN)            | 3:12.054 |
| 7.     | Peter Scott och Grant Leury (AUS)              | 3:13.054 |
| 8.     | Staffan Malmsten och Markus Oscarsson (SWE)    | 3:14.182 |
| 9.     | Róbert Hegedűs och Péter Almási (HUN)          | 3:14.282 |